# Teucrium coahuilanum
Teucrium coahuilanum là một loài thực vật có hoa trong họ Hoa môi. Loài này được B.L.Turner mô tả khoa học đầu tiên năm 2005.